# 北京信息科技大学
北京信息科技大学，简称信息科大，北信，是中华人民共和国首都北京市的一所全日制公办本科大学。由原机械部所属北京机械工业学院和原电子部所属北京信息工程学院合并组建，是北京市重点支持建设的信息学科较为齐全的高校。

## 历史
学校缘起于1937年。从国立高工时期高举“实业救国”旗帜，到1958年隶属机械部的北京机械学院及其后的北京机械工业学院（1981年首批硕士点）都以服务国家建立完整的工业体系和工业化建设为己任，创立于1978年的北大二分校及其后隶属于电子工业部的北京信息工程学院“应国家计算机工业发展需要而生”，直接服务于国家的信息产业和信息化建设。
2000年，国务院部门所属的成人高等学校电子工业管理干部学院、北京成人电子工业学院并入北京信息工程学院。2008年，北京机械工业学院和北京信息工程学院合并，建立北京信息科技大学。
2021年12月18日，北京信息科技大学沙河校区太行路55号正式启用。

## 学术研究

### 院系结构[5]
- 机电学院
- 光电学院
- 自动化学院
- 通信学院
- 计算机学院
- 经济管理学院
- 信息管理学院
- 马克思主义学院
- 公共管理与传媒学院
- 外国语学院
- 理学院
- 国际交流学院
- 管理科学与工程学院[6]
- 商学院[6]
- 勤信荣誉学院[7][8]

### 科研机构
截至2019年9月，学校有国家“111计划”学科创新引智基地1个，省部级重点实验室26个，其中教育部重点实验室2个，北京实验室1个，北京市重点实验室6个，北京市国际科技合作基地3个，北京市哲学社会科学研究基地1个、北京市高校工程中心1个，教育部创新团队1个，北京市属市管高校创新团队27个，参与建设国家“2011”协同创新中心1个，参与建设北京高精尖中心1个，参与建设北京实验室3个，原部委实验室5个。

## 校区位置
北京信息科技大学将整体搬迁至位于昌平区的新校区，正在研究腾退方案。
小营校区
位于北京市海淀区清河小营东路12号，中国电力科学研究院正对面。原隶属北京机械工业学院，合并后曾作为主校区使用，其主要学院分布于此，如机电工程学院等。2024年6月26日，应用技术学院学生由健翔桥校区搬迁至小营校区。
清河校区
位于北京市海淀区育新花园西路。
健翔桥校区
原北京信息工程学院校址，位于北京市朝阳区北四环中路35号，2024年移交中国音乐学院。
金台路校区
位于北京市朝阳区红霞路甲7号。
酒仙桥校区
沙河校区
2021年12月18日，北京信息科技大学新校区太行路55号正式启用。2021级大部分同学入住新校区。2024年6月底7月初，所有本科生入驻新校区。